# Dag (Mythologie)

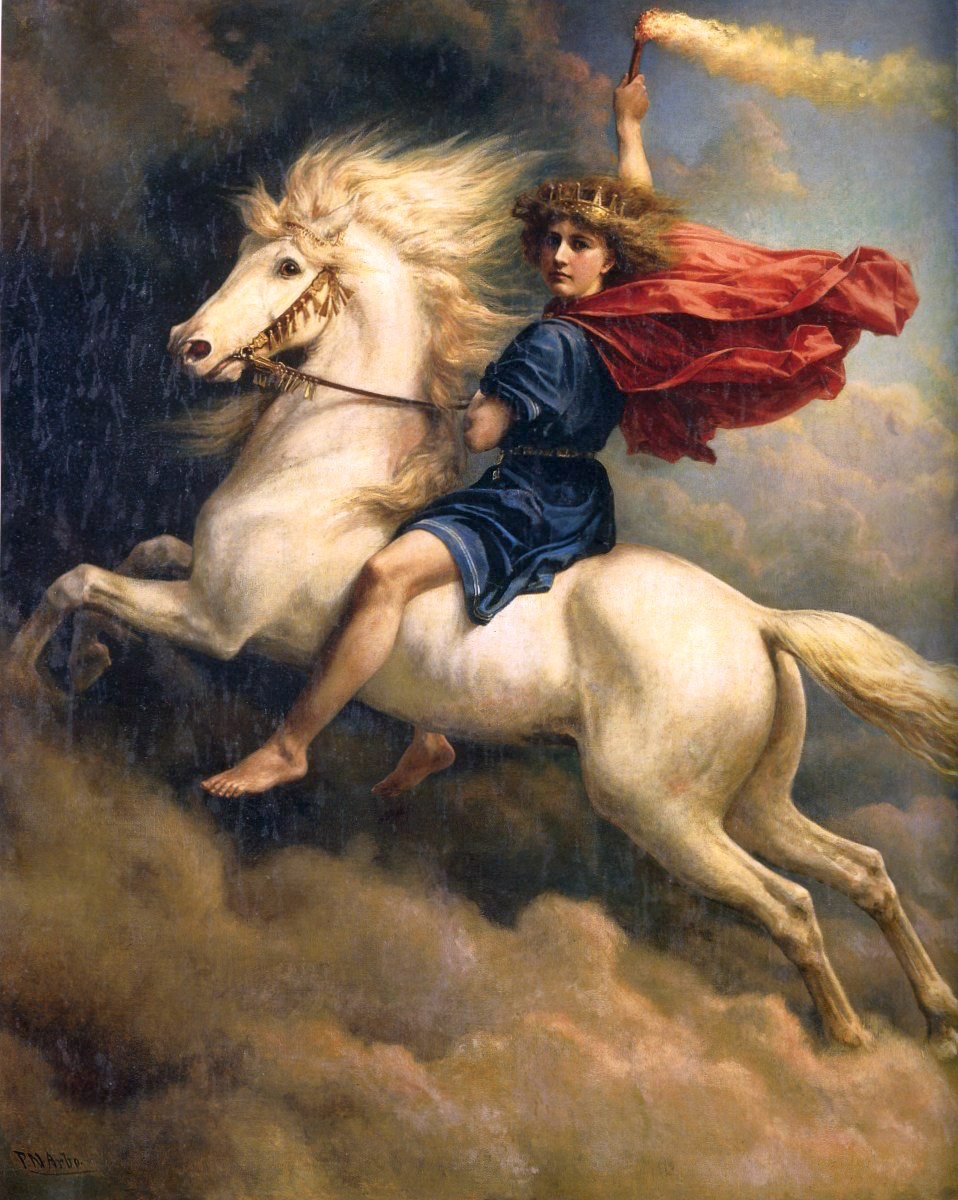
Dag – Peter Nicolai Arbo

Dagr (altnordisch für „Tag“), auch Dag, ist in der nordischen Mythologie die Personifikation des Tages.
Er ist der Sohn Dellings und der Nótt „Nacht“. Vergleichbar mit seiner Mutter in der Nacht, fährt er tagsüber mit einem vergoldeten Wagen über das Himmelsgewölbe. Die Mähne seines Pferdes Skinfaxi (in etwa „leuchtende Mähne“) erfüllt die Luft und die Erde mit ihrem Glanz. Nach Snorri Sturluson stammt von ihm das Geschlecht der Döglingar ab, dem auch Helgi Hundingsbani angehört.
Dag ist noch heute ein männlicher Vorname in Skandinavien, zum Beispiel Dag Hammarskjöld.